# Isma Rajasthal
Isma Rajasthal (nep. इस्मा रजस्थल) – gaun wikas samiti w zachodniej części Nepalu w strefie Lumbini w dystrykcie Gulmi. Według nepalskiego spisu powszechnego z 2001 roku liczył on 734 gospodarstw domowych i 3722 mieszkańców (2027 kobiet i 1695 mężczyzn).